# 龙安镇 (黎川县)
龙安镇，是中华人民共和国江西省抚州市黎川县下辖的一个乡镇级行政单位。

## 行政区划
龙安镇下辖以下地区：
龙安街道社区、龙安村、下村、宋洲村、柘园村、水尾村、井戈村、东堡村、院前村、下叶村、王沙坑村和桃口村。